# Proterorhinus
Proterorhinus là một chi cá trong họ Gobiidae.

## Các loài
Chi này có 5 loài:
- Proterorhinus marmoratus (Pallas, 1814) -
- Proterorhinus nasalis (Filippi, 1863) -
- Proterorhinus semilunaris Heckel, 1837 -
- Proterorhinus semipellucidus Kessler, 1863 -
- Proterorhinus tataricus Freyhof and Naseka, 2007 -

## Hình ảnh

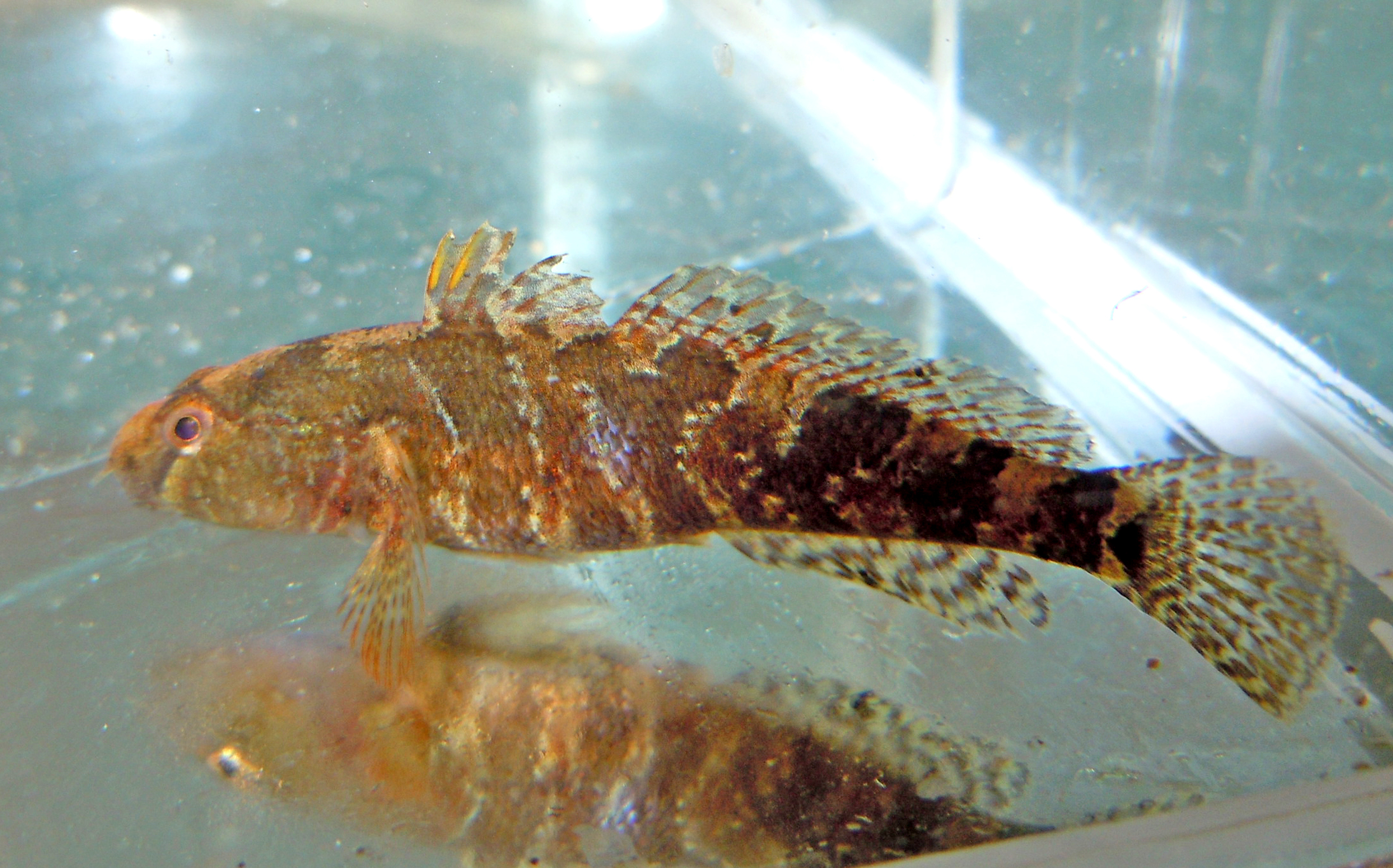
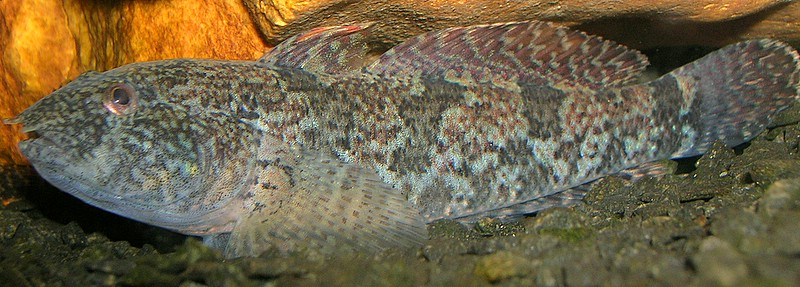
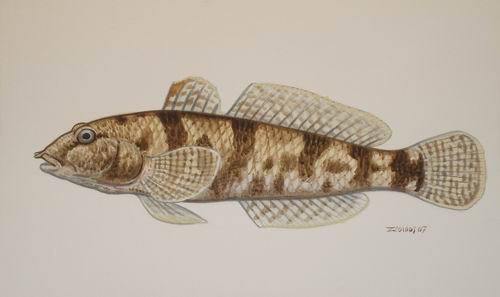
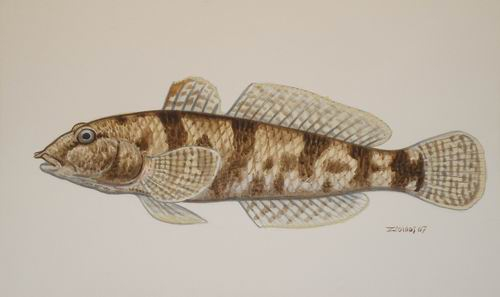

## Links
- Tubenose Goby Phylogeography
- Proterorhinus in FishBase

Bản mẫu:Diversity of fish